# Przełęcz Łaszczowa
Przełęcz Łaszczowa (niem. Paßkreuz, 592 m n.p.m.) – przełęcz w południowo-zachodniej Polsce, w Sudetach Środkowych, w Górach Bardzkich.

## Położenie i opis
Przełęcz położona jest w środkowo-zachodniej części Grzbietu Wschodniego, ok. 3,0 km na południe od centrum miejscowości Bardo.
Jest to przełęcz górska stanowiąca wyraźne, dość wąskie, płytko wcięte obniżenie, o stromych podejściach i łagodniejszych zboczach, wcinające się między wzniesienia Ostra Góra (751 m n.p.m.) i Łaszczowa (622 m n.p.m.) i rozdzielające Grzbiet Wschodni Gór Bardzkich na dwie części. Przez przełęcz prowadzi droga lokalna z Kłodzka przez Wojciechowice do Laskówki.

## Historia
Przez przełęcz od dawna prowadził stary trakt handlowy zwany Drogą Graniczną, uważany za odnogę szlaku bursztynowego. Z czasem stał się jedną z ważniejszych dróg handlowych, łączących Śląsk z Czechami. Przełęcz miała strategiczne znaczenie, prawie w każdej wojnie toczyły się o nią walki. Przechodzi przez nią granica powiatów kłodzkiego i ząbkowickiego.

## Turystyka
Przez przełęcz przechodzi szlak turystyczny:
- – niebieski odcinek europejskiego szlaku długodystansowego E3 ze Srebrnej Góry do Lądka-Zdroju[1].